# سیسیلیا لوفتوس

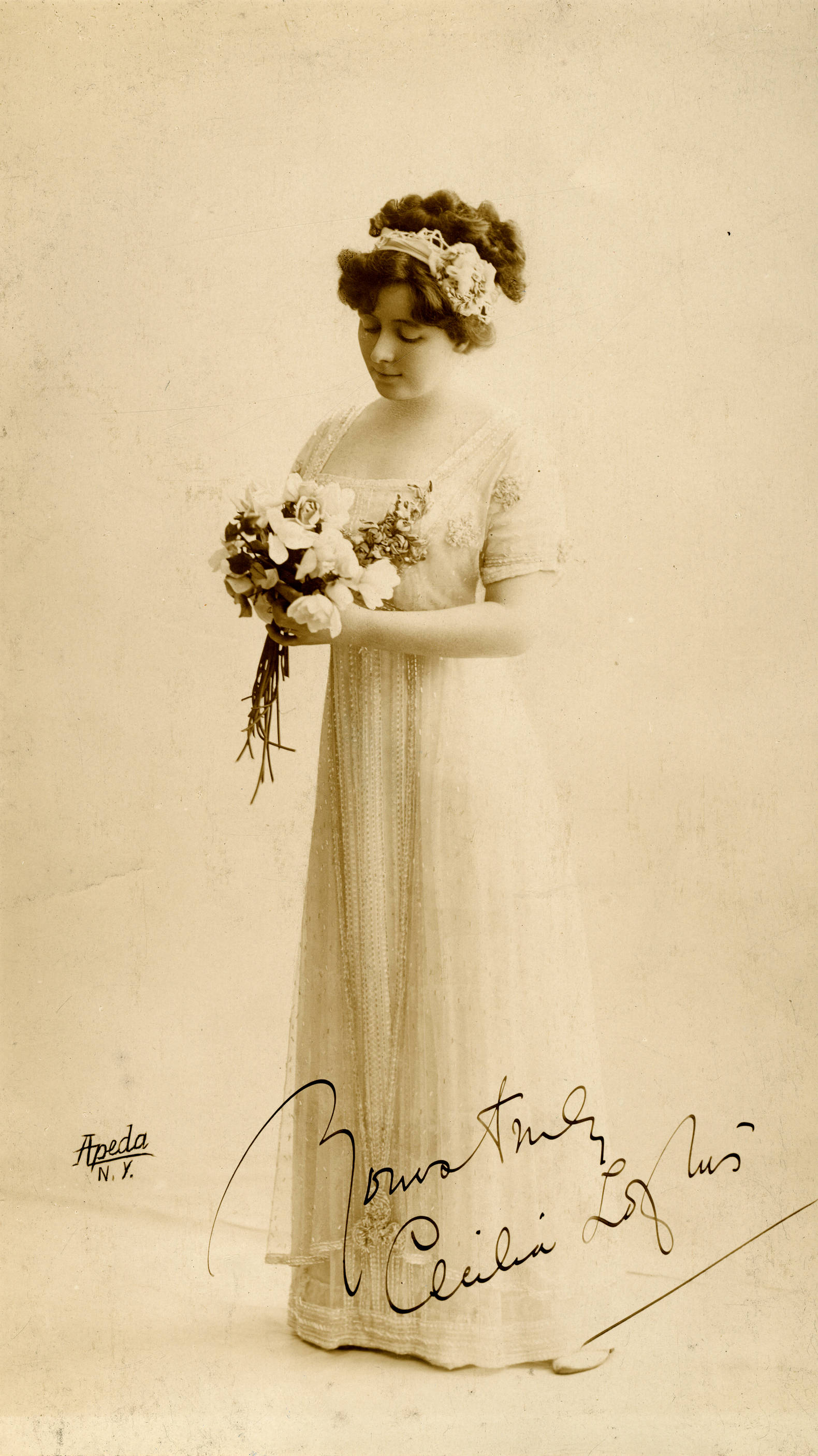

سیسیلیا لوفتوس (متولد ماری سسیلیا لوفتوس براون، ۲۲ اکتبر ۱۸۷۶–۱۲ ژوئیه ۱۹۴۳) یک هنرپیشه، خواننده، وودویل، و نوازنده سالن موسیقی اسکاتلندی در اواخر قرن ۱۹ و اوایل قرن ۲۰ بود. لوفتوس در گلاسکو، اسکاتلند به دنیا آمد. پدرش، بن براون، عضوی از گروه موفق واریته، Brown, Newland & Le Clerc بود. مادرش، ماری لوفتوس، هنرپیشه، پانتومیک و مجری تالار موسیقی، که زمانی که سیسیلیا به دنیا آمد تنها ۱۸ سال داشت، بعداً به یک ستاره بورلسک تبدیل شد که به عنوان «سارا برنهارت سالن‌ها» شناخته شد.